# Petrovo Selo (Prizren)
Pour les articles homonymes, voir Petrovo Selo.
Petrovë en albanais et Petrovo Selo en serbe latin (en serbe cyrillique : Петрово Село) est une localité du Kosovo située dans la commune/municipalité de Prizren et dans le district de Prizren/Prizren. Selon le recensement kosovar de 2011, elle compte 1 194 habitants, tous albanais.
Le village est également connu sous le nom albanais de Petrovosellë.

## Démographie

### Évolution historique de la population dans la localité
| 1948 | 1953 | 1961 | 1971 | 1981 | 1991 | 2011  |
| ---- | ---- | ---- | ---- | ---- | ---- | ----- |
| 55   | 58   | 66   | 205  | 425  | 732  | 1 194 |

|  |